# Lomatium eastwoodiae
Lomatium eastwoodiae är en flockblommig växtart som först beskrevs av John Merle Coulter och Joseph Nelson Rose, och fick sitt nu gällande namn av James Francis Macbride. Lomatium eastwoodiae ingår i släktet Lomatium och familjen flockblommiga växter. Inga underarter finns listade i Catalogue of Life.